# Йохан III фон Хайдек
Йохан III (II) фон Хайдек (на немски: Johann III (II) von Heydeck; † 22 април 1464) от швабския благороднически род Хайдек, е господар на Хайдек в Бавария, господар на Долнщайн и Велхайм.

## Произход
Той е син на Йохан I фон Хайдек (II) († 1425), кмет на Регенсбург, и третата му съпруга графиня Агнес фон Валдбург († 1454/1460), дъщеря на трушсес Йохан II фон Валдбург († 1424). Внук е на Фридрих II фон Хайдек († 1423) и принцеса Беатрикс фон Тек († 1422). Правнук е на Фридрих I фон Хайдек († 1374) и втората му съпруга Аделхайд фон Хенеберг († 1369). Майка му се омъжва втори път на 8 септември 1428 г. за Алрам IV фон Ортенберг-Дорфбах († 1460).
Брат е на Фридрих фон Хайдек († сл. 1418). Полубрат е на Конрад II фон Хайдек († ок.1472). Роднина е на Йохан II фон Хайдек, епископ на Айхщет (1415 – 1429)

## Фамилия
Йохан III (II) фон Хайдек се жени пр. 24 януари 1442 г. за Елизабет фон Зикинген (* пр. 1425; † сл. 1459), вдовица на Ханс трушсес фон Балдерсхайм († 1438/1439), дъщеря на рицар Хайнрих фон Зикинген († 1416/1417) и Агнес Крайс фон Линденфелс († сл. 1427). Те имат децата:
- Йохан VI фон Хайдек (III) († 28 септември 1506), женен I. за Вероника фон Розенберг († сл. 1483), II. на 16 август 1487 г. за Отилия Шенк фон Лимпург-Гайлдорф († сл. 1526), дъщеря на Албрехт II Шенк фон Лимпург († 1506) и Елизабет фон Йотинген († 1509)
- Конрад фон Хайдек